# Nemophora (insecto)
Nemophora es un género de polillas monotrisias —una sola abertura tanto para el apareamiento como para la oviposición— de la familia Adelidae, subfamilia Adelinae. Se encuentran sobre todo en Europa y el occidente de Asia, aunque también se las puede encontrar en Japón y Corea, Australasia, Madagascar, Sureste Asiático, Alaska y menos frecuentemente en el centro de Asia y Canadá.
Es el género más amplio de la familia, del que se han descrito entre 168 y 221 especies según los autores que se consulten. De ellas, al menos 20 se encuentran en Europa y 12 en la península ibérica.

## Especies
Se han descrito al menos 221 especies dentro de este género. Se pueden consultar en el siguiente desplegable:
| Especies del género Nemophora |
| Nemophora acaciae, N. aerosellus, N. agassizi, N. aglaospila, N. ahenea, N. alba, N. albiantennella, N. albiciliellus, N. algeriensis, N. amatella, N. amphimetalla, N. amurensis, N. annae, N. anonymella, N. antilyca, N. apollonis, N. argyrospila, N. aritai, N. askoldella, N. assamensis, N. associatella, N. asterodoxa, N. athlophora, N. atkinsonii, N. augantha, N. augites, N. auricella, N. aurifera, N. aurisparsella, N. badioumbratella, N. baibarana, N. barbatella, N. basella, N. basiradiella, N. bellella, N. beryllopa, N. beyruthella, N. bifasciatella, N. bifasciella, N. bimaculella, N. bistrigata, N. brachypetala, N. bruneiella, N. cantharites, N. cassiterites, N. chalcobasa, N. chalcodactyla, N. chalcomis, N. chalcotechna, N. chalybeella, N. chibiana, N. chionella, N. chionites, N. chlorista, N. chlorocosma, N. chrysidias, N. chrysocharis, N. chrysochraon, N. chrysocrossa, N. chrysodonta, N. chrysogona, N. chrysolamprella, N. chrysoprasias, N. chrysorrhabda, N. cleodoxa, N. cleuteriella, N. congruella, N. constantinella, N. corybantis, N. cupriacella, N. cyanochrysa, N. cyphozona, N. cypriacellus, N. dalmatinellus, N. decisella, N. decoratella, N. degeerella, N. demaisoni, N. diplophragma, N. divina, N. doddi, N. dohertyi, N. dumerilella, N. dumeriliella, N. engraptes, N. eretna, N. esmarkella, N. eurycitra, N. fasciella, N. fioriella, N. fluorites, N. frischella, N. geerella, N. gemmella, N. glabrata, N. griseella, N. gymnota, N. hedemanni, N. heliochalca, N. hemidesma, N. heteroxantha, N. hippophylax, N. hoeneella, N. homoeotropa, N. honeella, N. honei, N. huebneri, N. humerella, N. humilis, N. inauratella, N. indica, N. insulariella, N. irrorata, N. irroratella, N. ischnodesma, N. issikii, N. istrianella, N. janineae, N. japanalpina, N. japonica, N. kalshoveni, N. karafutonis, N. kaukasiellus, N. kukunorensis, N. lamprodes, N. lapikella, N. laticlavia, N. latifasciella, N. latreillella, N. laurella, N. lenella, N. lieftincki, N. limenites, N. liongi, N. magnifica, N. marisella, N. maxinae, N. melichlorias, N. metallica, N. micrometalla, N. minimella, N. mollella, N. montana, N. moriokensis, N. neurias, N. niphites, N. nobilis, N. ochrocephala, N. ochsenheimerella, N. opalina, N. optima, N. orichalcias, N. panaeola, N. paradisea, N. parvella, N. pecuniosa, N. pfeifferella, N. phoenicites, N. photodoxa, N. plutodotis, N. pollinaris, N. polychorda, N. polydaedala, N. porphyraspis, N. prodigella, N. prodigellus, N. profusella, N. pruinosa, N. purpurea, N. pyrites, N. pyrotechna, N. raddaella, N. raddeellus, N. raddei, N. rebelellus, N. rhodochrysa, N. rubrofascia, N. sakaii, N. sapporensis, N. satrapodes, N. scabiosella, N. schiffermillerella, N. schrencki, N. scitulella, N. selasphora, N. seraphias, N. servata, N. sinevi, N. sinicella, N. smaragdaspis, N. solstitiella, N. sparsella, N. splendidus, N. sporodesma, N. staudingerella, N. stellata, N. stenopterella, N. sylvatica, N. sythoffi, N. takamukuella, N. tanakai, N. tancrei, N. tenuifasciata, N. thermochalca, N. topazias, N. toxopeusi, N. tricrates, N. trimetrella, N. tristrigella, N. tsartanana, N. turneri, N. tyriochrysa, N. umbripennis, N. violaria, N. violella, N. viridella, N. wakayamensis, N. xanthargyra, N. xanthobasella, N. xanthophracta y N. zonoreas. |